# حزب روسيا الجديدة
حزب روسيا الجديدة (بالروسية: Партия Новороссия)‏, تر. Partiya Novorossiya Partiya Novorossiya)، أو حزب نوفوروسيا، هو حزب سياسي يعمل في دولة نوفوروسيا الاتحادية التي كانت اتحادًا تكون من الدول الانفصالية المعلن عنها ذاتيًا داخل حدود أوكرانيا المعترف بها دوليًا. تأسست المنظمة من قبل الانفصاليين الموالين لروسيا، تحت قيادة بافيل جوباريف، في 14 مايو 2014. يُعرف الحزب رسميًا باسم الحركة الاجتماعية السياسية «حزب روسيا الجديدة» (بالروسية: Общественно-политическое движение «Партия Новороссия»)‏. وهو غير مسجل لدى وزارة العدل الأوكرانية.
تم منع الحزب من المشاركة في الانتخابات دونباس البرلمانية عام 2014 لأنه «لم يكن قادرًا على عقد مؤتمر تأسيسي». شارك أعضاء الحزب في الانتخابات على القوائم الانتخابية لـ«دونباس الحرة».

## الأهداف
وفقًا للحزب، فإن هدفهم هو «انسحاب جميع الأراضي الأوكرانية الجنوبية الشرقية من الولاية القضائية لسلطات كييف... بناءً على مبدأ الديمقراطية المباشرة... وإنشاء دولة جديدة وعادلة حقًا ومتقدمة علميًا وتكنولوجيًا».

## التاريخ

### التأسيس
تأسس حزب روسيا الجديدة في 13 مايو 2014 في دونيتسك في أوكرانيا. تم الإعلان عن إنشائه من قبل بافيل جوباريف، «حاكم الشعب» المؤقت في دونيتسك، الذي قال، «إن الحزب الجديد سيقاد فقط من قبل هؤلاء الأشخاص الذين أظهروا أنفسهم في هذا الوقت الصعب كوطنيين حقيقيين لوطنهم الأم وأثبتوا أنهم المقاتلين والمدافعين الحقيقيين عن وطنهم».
حضر المؤتمر الأول مسؤولون انفصاليون موالون لروسيا في جمهورية دونيتسك الشعبية، وميليشيا دونباس. كما شاركت شخصيات بارزة، بما في ذلك: زعيم جمهورية دونيتسك بافيل جوباريف (عضو الوحدة الوطنية الروسية النازية الجديدة)، والكاتب ألكسندر بروخانوف، والفاشي والعالم السياسي وزعيم حزب أوراسيا ألكسندر دوغين، وفاليري كوروفين. أعلن المؤتمر إنشاء دولة كونفدرالية جديدة أعلنت نفسها باسم «روسيا الجديدة"». ووفقًا لدوغين، ستكون عاصمة الدولة في دونيتسك، وستكون المسيحية الأرثوذكسية الروسية دين الدولة، وسوف تؤمم الصناعات الرئيسية. وفقًا لغوباريف فإن الدولة ستشمل أيضا (المدن الكبرى حاليا ليست تحت سيطرة الانفصاليين) خاركيف، وخيرسون، ودنيبرو، وميكولايف، وزاباروجيا.

### انتخابات دونباس
في 2 نوفمبر 2014، أجريت انتخابات غير معترف بها دوليًا في جمهوريتي دونيتسك ولوغانسك الشعبيتين. تم رفض تسجيل حزب روسيا الجديدة في جمهورية دونيتسك الشعبية لأنه لم يعقد مؤتمرًا تأسيسيًا. بعد ذلك، وقف المرشحون تحت مجموعة دونباس الحرة، التي حصلت على 31.6% من الأصوات.
تم تعيين إيكاترينا جوباريفا على رأس القائمة الانتخابية لحزب دونباس الحر للسوفييت الشعبي في جمهورية دونيتسك الشعبية في 11 نوفمبر 2018 ولكن في 29 سبتمبر 2018 تم استبعادها من هذه القائمة بعد أن احتجزتها أشخاص مجهولون. بعد هذا الحادث غادرت إلى روستوف أون دون (في روسيا).

### العقوبات
تم إدراج الحزب في قوائم العقوبات الأمريكية في 19 ديسمبر 2014 كجزء من العقوبات المفروضة خلال الأزمة الأوكرانية. ذكرت وزارة الخزانة أن الحزب، الذي "تم إنشاؤه لتوحيد جميع المؤيدين لإقامة دولة فدرالية مستقلة في نوفوروسيا ولسحب جميع الأراضي الجنوبية الشرقية في أوكرانيا من سلطة كييف"، قد تم وضع اسمه لأنه شارك في الإجراءات أو السياسات التي تهدد السلام والأمن والاستقرار والسيادة أو السلامة الإقليمية لأوكرانيا".